# Linea supracondylaris medialis

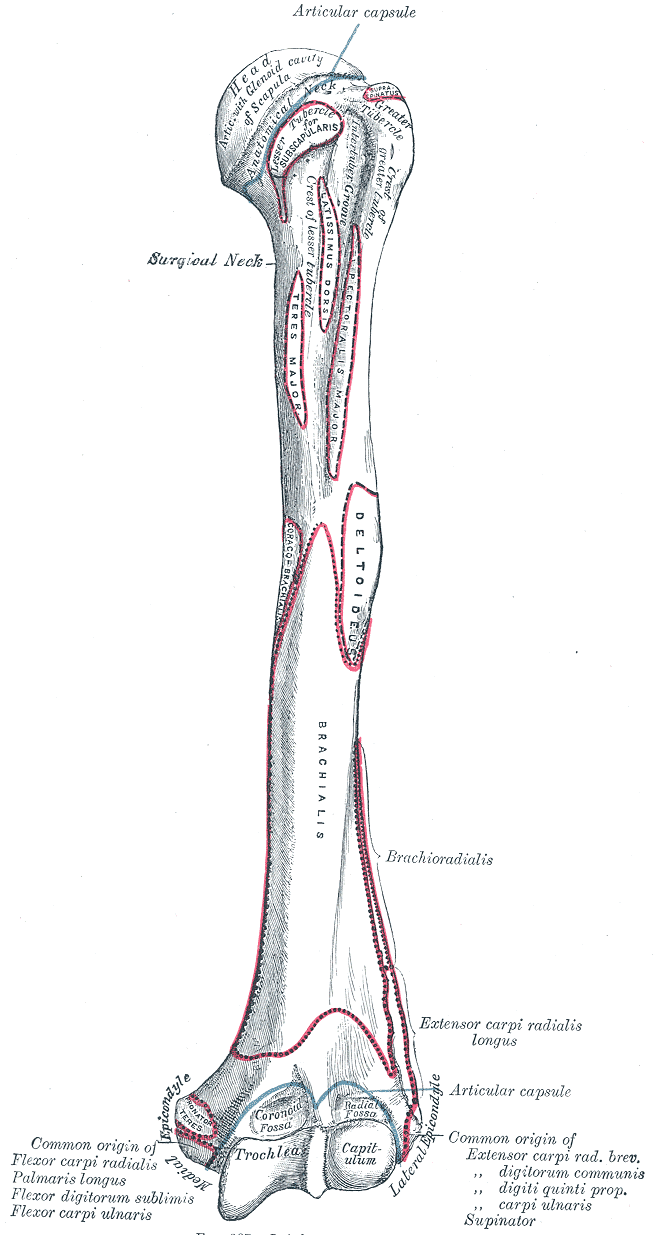
A felkarcsont (a linea supracondylaris medialis nincs jelölve de alul balra lehet látni)

A linea supracondylaris medialis a felkarcsont (humerus) alsó részének a belső szélén található vonulat ami lejjebb nagyon kiemelkedővé válik: egy elülső részen a felkari izomnak (musculus brachialis) és a hengeres borintóizomnak (musculus pronator teres) biztosít tapadási pontot. Egy hátulsó rész a háromfejű karizom belső fejének (musculus triceps brachii) biztosít tapadási helyet míg egy köztes rész a septum intermusculare brachii mediale-nak.